# Kono Jungo
Jungo Kono (sinh ngày 9 tháng 7 năm 1982) là một cầu thủ bóng đá người Nhật Bản.

## Sự nghiệp câu lạc bộ
Jungo Kono đã từng chơi cho Sanfrecce Hiroshima, Yokohama FC, Mito HollyHock và Tokushima Vortis.